# Мустафа Хајрулаховић Талијан
Мустафа Хајрулаховић - Талијан (22. јануар 1957, Бања Лука — 8. март 1998, Хамбург) бивши официр ЈНА и касније генерал Армије Републике Босне и Херцеговине.
Завршио је Војну Поморску академију у Сплиту 1979. Из ЈНА је дезертирао 1991. у чину капетана корвете и придружио се Армији Републике Босне и Херцеговине. Већину рата је провео као командант 1. (сарајевског) корпуса Армије Републике Босне и Херцеговине, а крај рата је дочекао у ГШ Армије Републике Босне и Херцеговине.
1998. је отишао у посету мајци која је живела у Немачкој. Док је пливао у базену, доживео је срчани удар. Сахрањен је уз све почасти код Али-пашине џамије у Сарајеву.